# Список бестселлеров по версии Publishers Weekly 1990-х годов
Список бестселлеров по версии журнала Publishers Weekly 1990-х годов включает в себя книги, добившиеся рекордных продаж в США, за каждый год, с 1990 по 1999 год.

## 1990
1. «Равнины проходы[англ.]» — Джин Ауел
2. «Четыре после полуночи» — Стивен Кинг
3. «Бремя доказательств[англ.]» — Скотт Туроу
4. «Полночные воспоминания[англ.]» — Сидни Шелдон
5. «Начать сначала[англ.]» — Даниэла Стил
6. «Ультиматум Борна» — Роберт Ладлэм
7. «Противостояние» — Стивен Кинг
8. «Леди Босс[англ.]» — Джеки Коллинз
9. «Час ведьмовства» — Энн Райс
10. «Сентябрь[англ.]» — Розамунда Пилчер

## 1991
1. «Скарлетт» — Александра Рипли
2. «Все страхи мира» — Том Клэнси
3. «Нужные вещи» — Стивен Кинг
4. «Большей любви не бывает[англ.]» — Даниэла Стил
5. «Голос сердца» (англ. Heartbeat) — Даниэла Стил
6. «Конец света» — Сидни Шелдон
7. «Фирма» — Джон Гришэм
8. «Ночь над водой[англ.]» — Кен Фоллетт
9. «Помни» (англ. Remember) — Барбара Тейлор Брэдфорд
10. «Любит музыку, любит танцевать[англ.]» — Мэри Хиггинс Кларк

## 1992
1. «Долорес Клейборн» — Стивен Кинг
2. «Дело о пеликанах» — Джон Гришэм
3. «Игра Джералда» — Стивен Кинг
4. «Благословение[англ.]» — Даниэла Стил
5. «Драгоценности[англ.]» — Даниэла Стил
6. «Звезды сияют с небес[англ.]» — Сидни Шелдон
7. «История похитителя тел» — Энн Райс
8. «Мексика[англ.]» — Джеймс Элберт Миченер
9. «В ожидании счастья» (англ. Waiting to Exhale) — Терри Макмиллан[англ.]
10. «Прогулка по городу» (англ. All Around the Town) — Мэри Хиггинс Кларк

## 1993
1. «Мосты округа Мэдисон» — Роберт Джеймс Уоллер
2. «Клиент» — Джон Гришэм
3. «Медленный вальс в Сидар-Бенд[англ.]» — Роберт Джеймс Уоллер
4. «Без жалости[англ.]» — Том Клэнси
5. «Ночные кошмары и фантастические видения» — Стивен Кинг
6. «Похищенный» (англ. Vanished) — Даниэла Стил
7. «Лэшер» — Энн Райс
8. «Признание вины[англ.]» — Скотт Туроу
9. «Шоколад на крутом кипятке[англ.]» — Лаура Эскивель
10. «Иллюзии скорпионов[англ.]» — Роберт Ладлэм

## 1994
1. «Камера» — Джон Гришэм
2. «Долг чести» — Том Клэнси
3. «Селестинские пророчества» — Джеймс Редфилд
4. «Дар[англ.]» — Даниэла Стил
5. «Бессонница» — Стивен Кинг
6. «Политически корректные сказки на ночь[англ.]» — Джеймс Финн Гарнер[англ.]
7. «Крылья» (англ. Wings) — Даниэла Стил
8. «Жить дальше[англ.]» — Даниэла Стил
9. «Разоблачение[англ.]» — Майкл Крайтон
10. «Помни меня[англ.]» — Мэри Хиггинс Кларк

## 1995
1. «Золотой дождь» — Джон Гришэм
2. «Затерянный мир» — Майкл Крайтон
3. «Пять дней в Париже[англ.]» — Даниэла Стил
4. «Рождественская шкатулка[англ.]» — Ричард Пол Эванс[англ.]
5. «Удар молнии[англ.]» — Даниэла Стил
6. «Селестинские пророчества» — Джеймс Редфилд
7. «Роза Марена» — Стивен Кинг
8. «„Б“ — значит беззаконие[англ.]» — Сью Графтон
9. «Политически корректные праздничные сказки» (англ. Politically Correct Holiday Stories) — Джеймс Финн Гарнер[англ.]
10. «Заклинатель лошадей[англ.]» — Николас Эванс[англ.]

## 1996
1. «Вердикт[англ.]» — Джон Гришэм
2. «Слово президента» — Том Клэнси
3. «Безнадёга» — Стивен Кинг
4. «Крылья[англ.]» — Майкл Крайтон
5. «Регуляторы» — Ричард Бахман (Стивен Кинг)
6. «Злой умысел» (англ. Malice) — Даниэла Стил
7. «Безмолвная честь[англ.]» — Даниэла Стил
8. «Основные цвета[англ.]» — Аноним[англ.]
9. «Причина смерти[англ.]» — Патрисия Корнуэлл
10. «Десятое пророчество[англ.]» — Джеймс Редфилд

## 1997
1. «Партнёр[англ.]» — Джон Гришэм
2. «Холодная гора[англ.]» — Чарльз Фрэйзер[англ.]
3. «Призрак тайны» (англ. The Ghost) — Даниэла Стил
4. «Ранчо» (англ. The Ranch) — Даниэла Стил
5. «Возраст любви[англ.]» — Даниэла Стил
6. «Неестественное воздействие[англ.]» — Патрисия Корнуэлл
7. «Тонкий расчёт[англ.]» — Сидни Шелдон
8. «Притворись, что не видишь её[англ.]» — Мэри Хиггинс Кларк
9. «Кошки-мышки[англ.]» — Джеймс Паттерсон
10. «Осиное гнездо[англ.]» — Патрисия Корнуэлл

## 1998
1. «Адвокат» — Джон Гришэм
2. «Радуга шесть» — Том Клэнси
3. «Мешок с костями» — Стивен Кинг
4. «Мужчина в полный рост[англ.]» — Том Вулф
5. «Как две капли воды[англ.]» — Даниэла Стил
6. «Ни о чем не жалею[англ.]» — Даниэла Стил
7. «Питер, Поль и я» (англ. The Klone and I) — Даниэла Стил
8. «Точка отсчёта[англ.]» — Патрисия Корнуэлл
9. «Рай[англ.]» — Тони Моррисон
10. «Ты мне принадлежишь» (англ. You Belong To Me) — Мэри Хиггинс Кларк

## 1999
1. «Завещание[англ.]» — Джон Гришэм
2. «Ганнибал» — Томас Харрис
3. «Убийцы: Задание: Иерусалим, цель: Антихрист[англ.]» — Джерри Дженкинс[англ.] и Тим ЛаХэй[англ.]
4. «Звёздные войны. Эпизод I: Скрытая угроза[англ.]» — Терри Брукс
5. «Стрела времени» — Майкл Крайтон
6. «Сердца в Атлантиде» — Стивен Кинг
7. «Аполлион: Разрушитель на свободе[англ.]» — Джерри Дженкинс[англ.] и Тим ЛаХэй[англ.]
8. «Девочка, которая любила Тома Гордона» — Стивен Кинг
9. «Запретная любовь» (англ. Irresistible Forces) — Даниэла Стил
10. «Дом на Тара-роуд[англ.]» — Мейв Бинчи